# Бегешка (річка)
Беге́шка (рос. Бегешка) — річка в Удмуртії, Росія, права притока річки Іж. Протікає територією Якшур-Бодьїнського району.
Річка починається за 3 км на південний схід від села Якшур-Бодья. Протікає на південний схід. Впадає до Іжа нижче села Бегешка. Береги заліснені, у нижній течії заболочені, там же створено ставок.
Над річкою розташоване лише село Бегешка.